# Asílids
Els asílids (Asilidae) són una família de dípters braquícers de l'infraordre dels asilomorfs de distribució mundial. Segons les darreres estimacions conté 555 gèneres i 7531 espècies.

## Característiques
Són mosques robustes amb espines a les potes, un bigoti de pèls dens i amb tres ocels en una depressió entre els dos grans ulls compostos. Els pèls serveixen per protegir la cara quan combat amb les seves preses. La probòscide és curta i forta, amb ella injecta a les seves preses una saliva amb enzims neurotòxics i proteolítics. La saliva serveix per paralitzar a les víctimes i per preparar-les per a la digestió. A continuació absorbeix l'aliment liquat.

## Història natural
S'alimenten d'altres mosques, diverses abelles i vespes, libèl·lules, llagostes i també d'aranyes. Les femelles dipositen els seus ous en una varietat de substrats. Les larves es troben sovint en la matèria orgànica en descomposició, en fems o en fusta semipodrida, i també a terra. En la majoria de les espècies les larves són omnívores i solen menjar els ous i larves d'altres insectes. El cicle vital complet pot portar d'un a tres anys.

## Galeria d'imatges

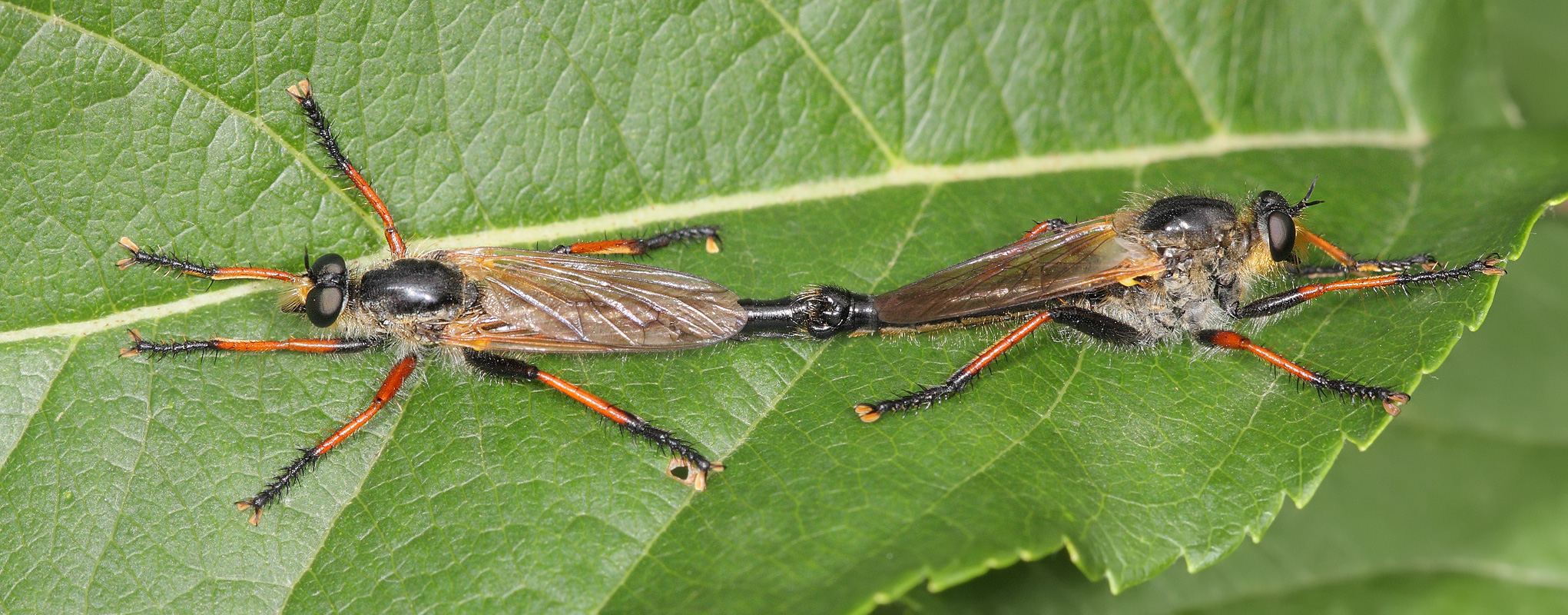
Asílids aparellant-se
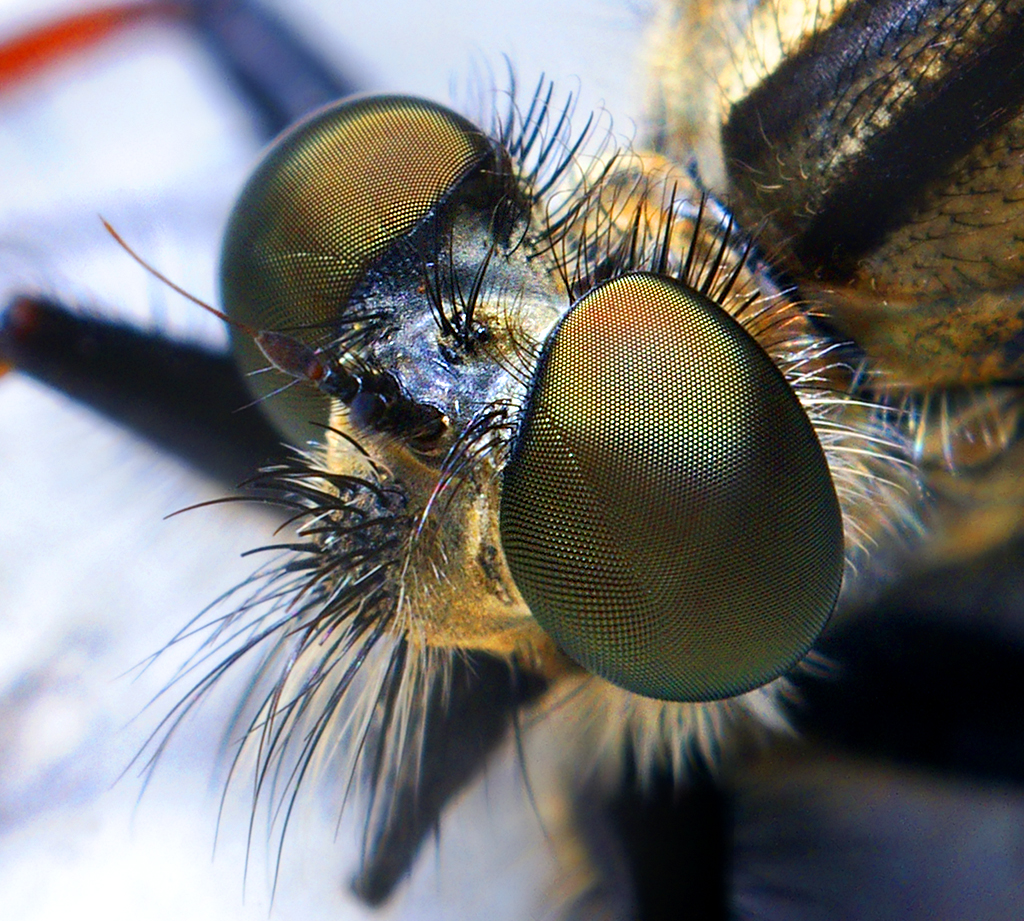
Cap de Efferia aestuans
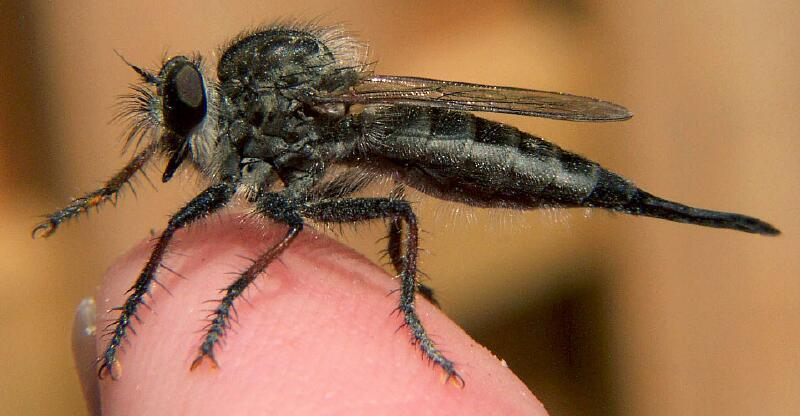
Efferia aestuans femella
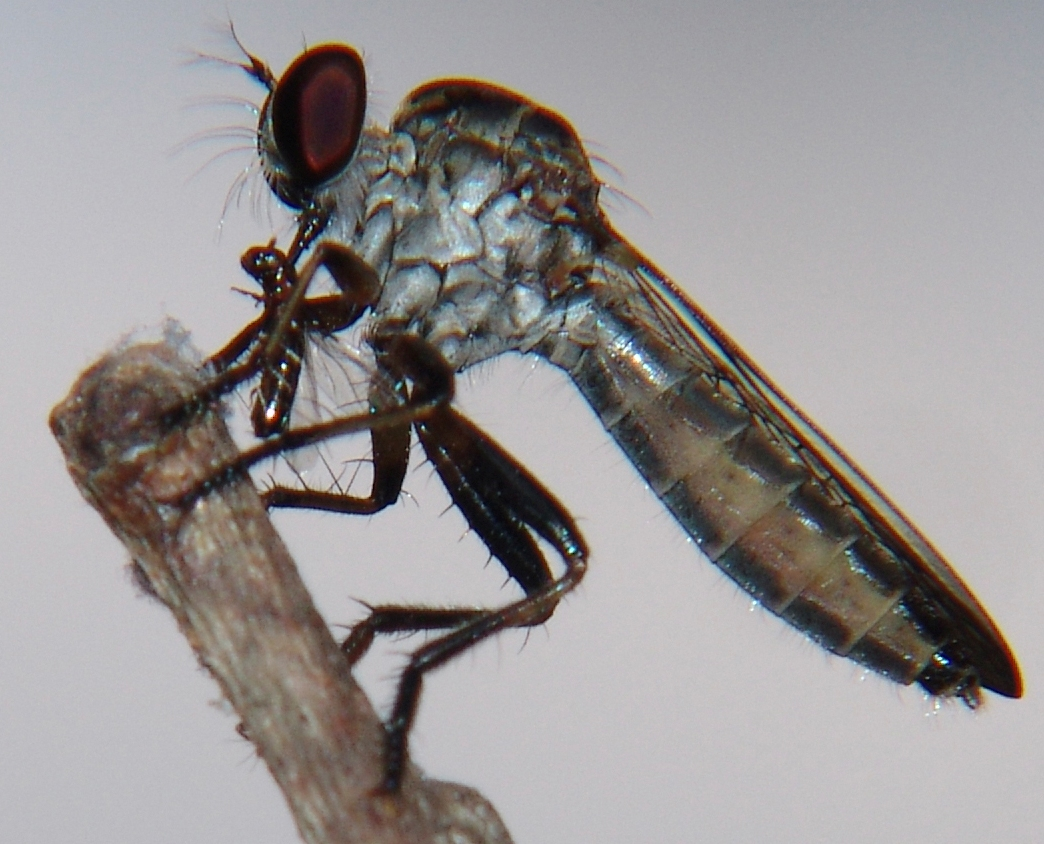
Asílid
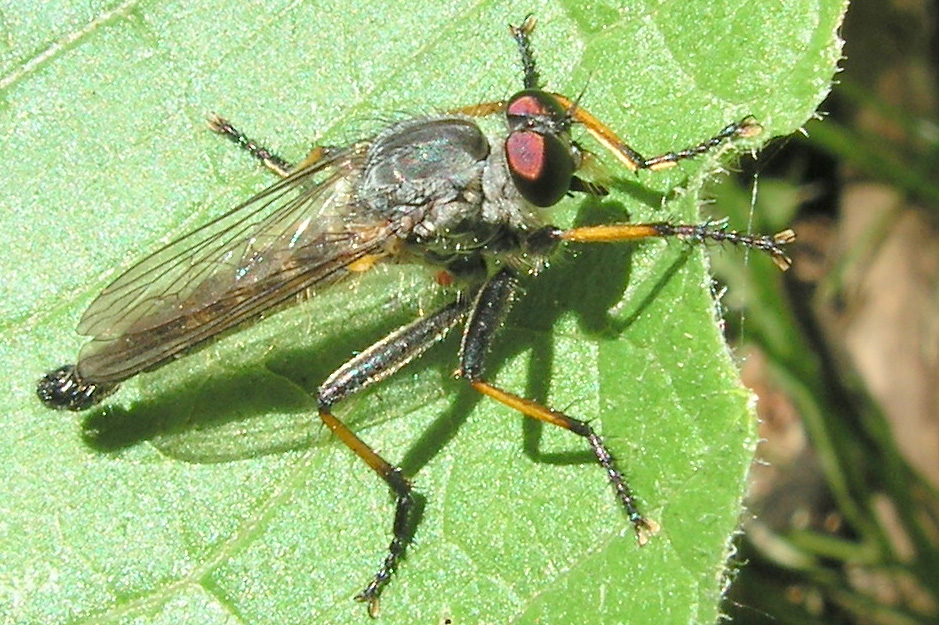
Neoitamus cyanurus
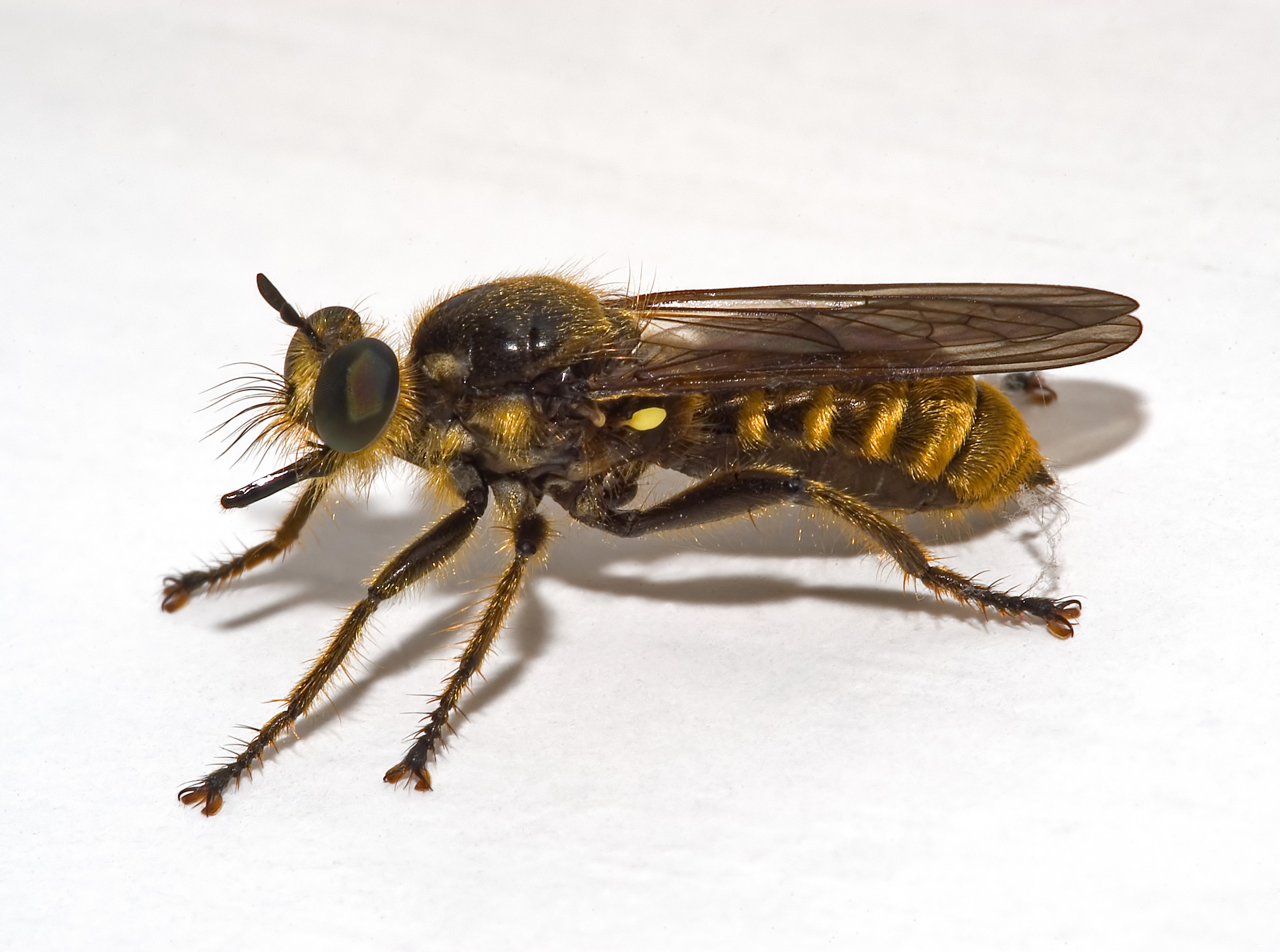
Choerades fimbriata
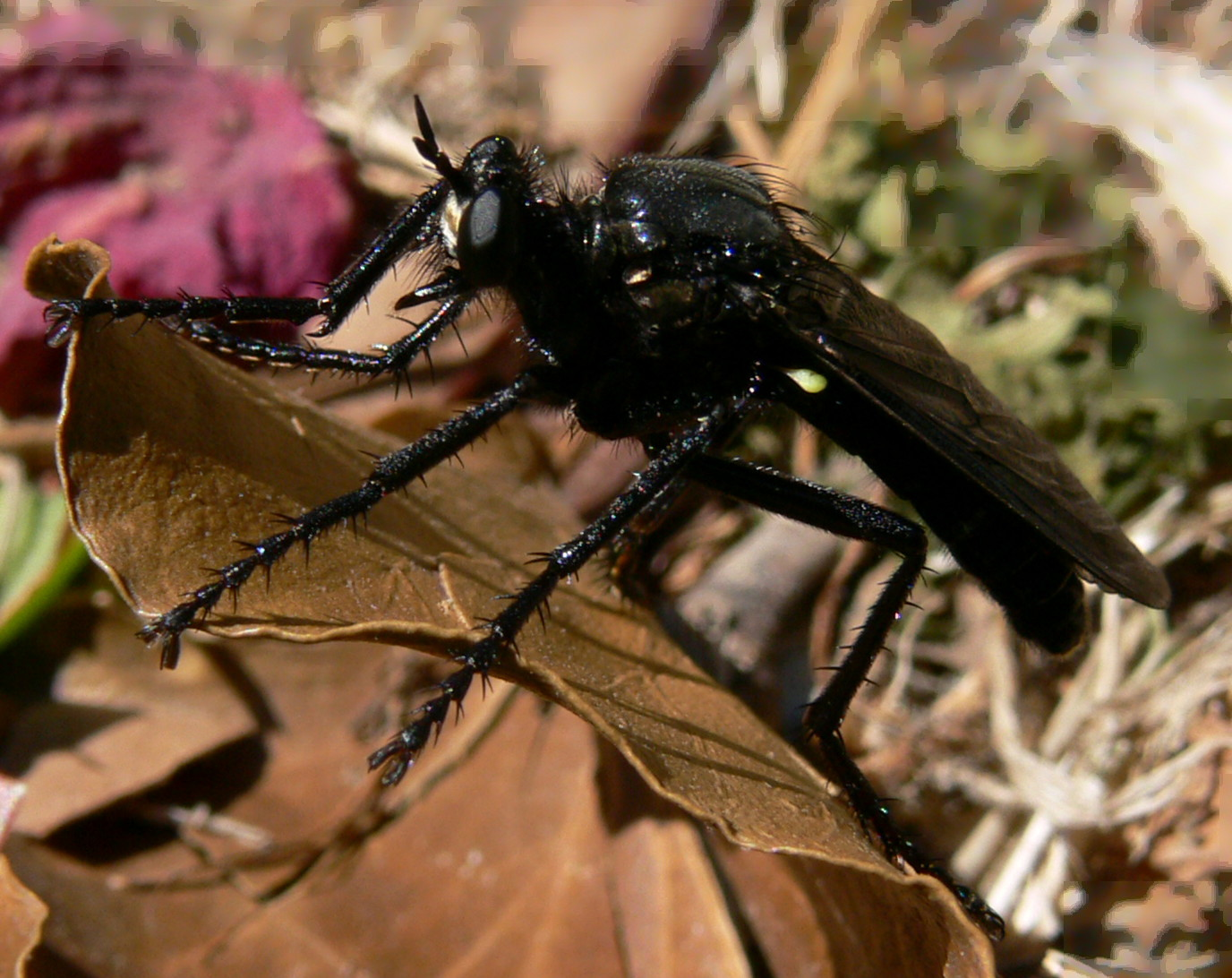
Dasypogon diadema
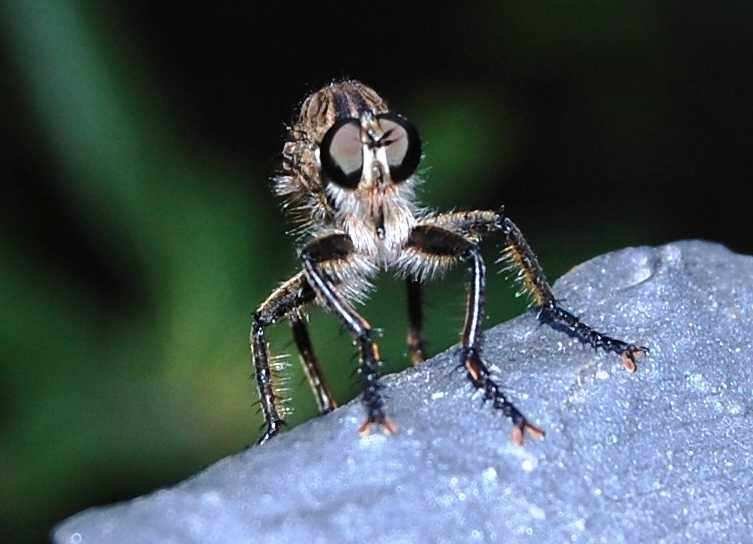
Asílid
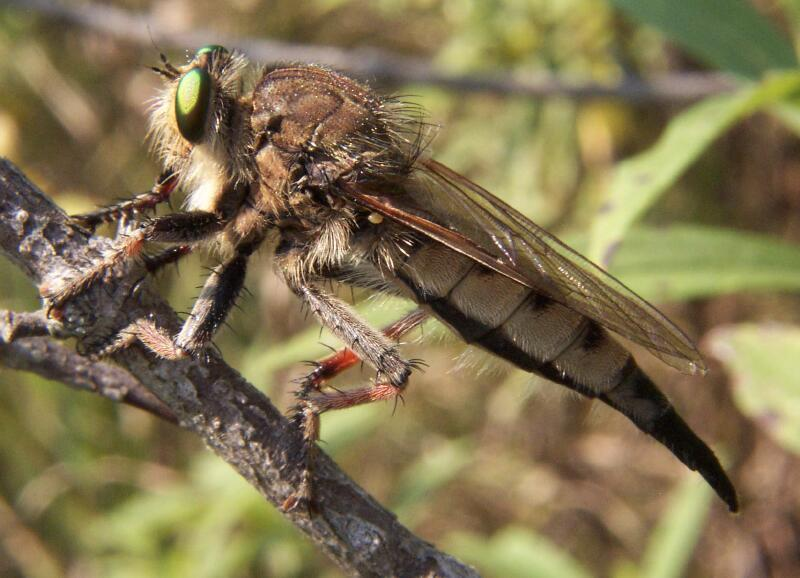
Promachus vertebratus
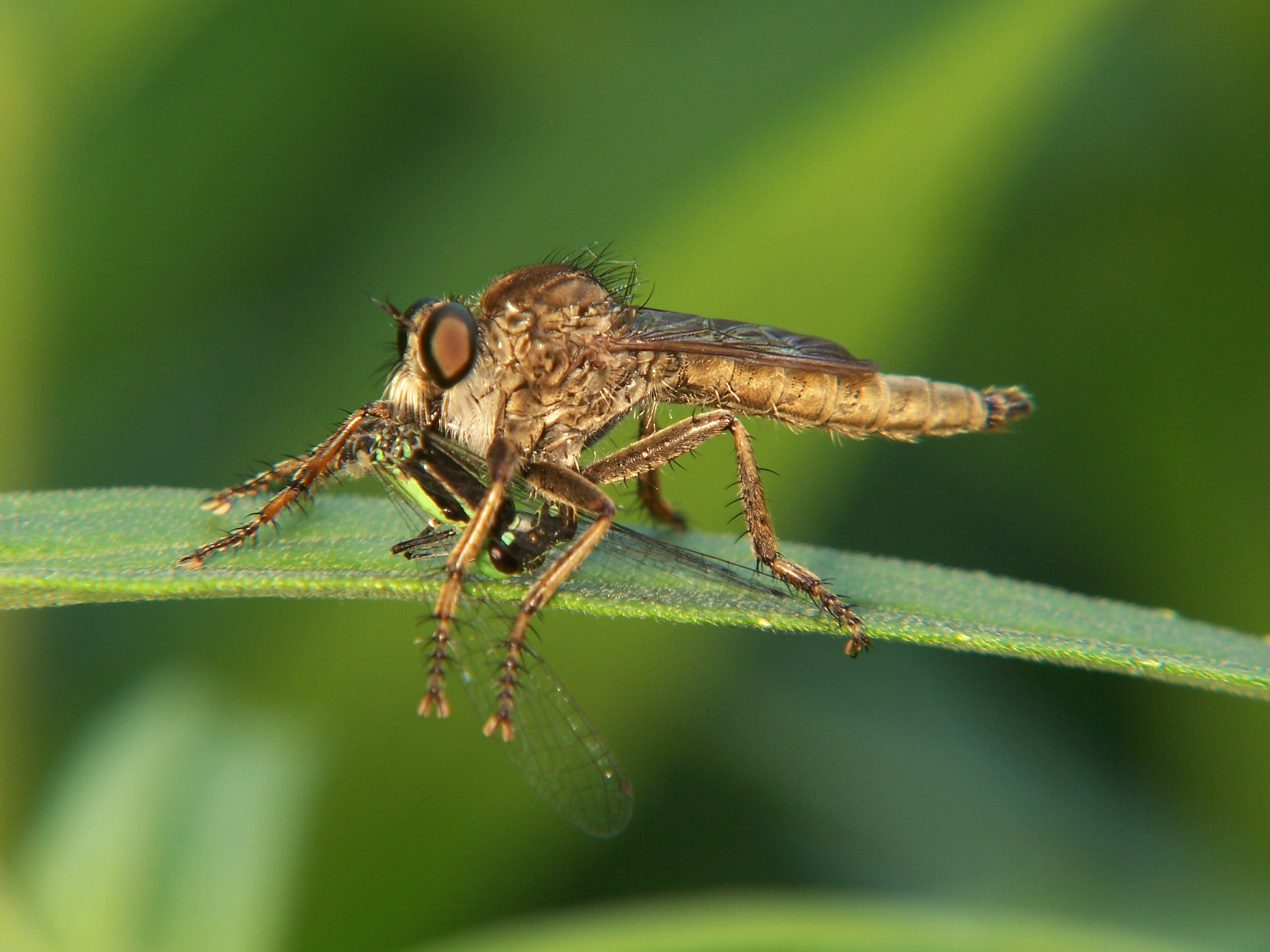
Amb la seva presa, una libèl·lula